# V.S. Skeel
Vilhelm (ved dåben: Wilhelm) Samuel Skeel (6. august 1810 i Slagelse – 24. november 1887 i København) var en dansk justitiarius og politiker.
Han var søn af overretsprokurator Holger Frederik Skeel og Ida Elisabeth født Høhling. Han blev 1830 student fra Odense Katedralskole og 1834 juridisk kandidat. 1836 blev han amtsfuldmægtig i Sorø, 1839 kopist i Kancelliets revisionsdepartement og 1841 auditør. 1846 konstitueredes han som assessor i Landsoverretten i Viborg, blev året efter virkelig assessor der, valgtes 1849 til borgerrepræsentant og formand for borgerrepræsentationen i Viborg. 1852 blev han assessor i Landsover- samt Hof- og Stadsretten i København, i hvilken ret han 1879 blev justitiarius; samme år ekstraordinær assessor i Højesteret. 1868 og atter 1877 valgtes han til repræsentant i Nationalbanken. 1866 havde han erholdt kammerherrenøglen, 1870 blev han Ridder af Dannebrog og 1880, da han tog sin afsked af statstjenesten, blev han Kommandør af 2. grad og Dannebrogsmand. Han havde ord for at være en nidkær, dygtig og human embedsmand. I 1852 var han et halvt års tid medlem af Landstinget.
Skeel, der siden 1838 havde været medlem af administrationen for det Skeelske Majorat og Fideikommis, siden 1850 havde været besidder af dette majorat og patron for Roskilde Kloster og endelig fra 1880 patron for de Skeelske Universitetslegater, syslede i mange år med sin gamle slægts historie og udgav 1871 som manuskript Optegnelser om Familien Skeel, senere forøget med et Supplement (1882). Disse bøger vidner om omfattende og omhyggelige studier, om end deres anlæg ikke tilfredsstiller nutidens fordringer. Desuden foreligger fra hans hånd Optegnelser om Roskilde adelige Jomfrukloster (1867, fortsat 1877).
Han havde 1. februar 1841 ægtet sin farbroder, underretsprokurator Jørgen Erik Skeels enke, Abrahamine Christiane f. Budde (16. maj 1798 – 28. november 1852), men døde barnløs i København 24. november 1887.
Han er begravet på Assistens Kirkegård. Der findes fotografier af bl.a. F.F. Petersen og et litografi af I.W. Tegner 1886 efter fotografi.